# Charles Camproux
Charles Camproux (Marsiglia, 30 giugno 1908 – Castelnau-le-Lez, 3 aprile 1994) è stato un linguista francese, esperto delle lingue romanze.
È considerato una delle figure di spicco del movimento occitanista contemporaneo.

## Biografia
Nato nel quartiere di Belle de Mai, ancora adolescente, perse il padre che rimase ucciso in combattimento nel 1917. Visse diviso fra povertà e piccoli espedienti per i quali fu rinchiuso nell'orfanotrofio "Don Bosco" di Montpellier.
Nel '34, fondò la rivista Occitania , insieme a Léon Cordes e Roger Barthe. La rivista fu pubblicata fino al '39. Nel 1937, Camproux superò l'esame di abilitazione dall'insegnamento della grammatica nelle scuole superiori e militò per il movimento politico occitanista, fondando varie organizzazioni e riviste. Nel '54, discusse una tesi di Stato alla Sorbona sulla sintassi occitana risultante dallo studio dei dialetti popolari di Gévaudan. Nel '72, fu nominato titolare della cattedra di lingua e letteratura occitana presso la Facoltà di Lettere dell'Università "Paul-Valéry" di Montpellier.